# Rip-stop

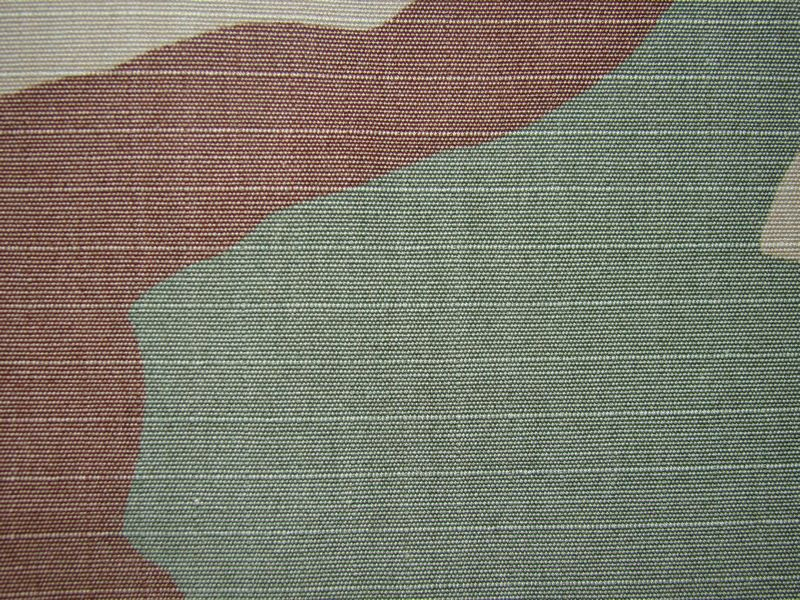
Struktura tkaniny Rip-Stop

Rip-Stop – technika wzmacniania tkaniny poprzez dodanie w stałych odstępach dodatkowego, mocniejszego włókna. Tkaninę tego typu można łatwo rozpoznać ze względu na wypukłą kratkę. Zapobiega ona rozdzieraniu się materiału.